# Niesułków (gromada)
Niesułków – dawna gromada, czyli najmniejsza jednostka podziału terytorialnego Polskiej Rzeczypospolitej Ludowej w latach 1954–1972.
Gromady, z gromadzkimi radami narodowymi (GRN) jako organami władzy najniższego stopnia na wsi, funkcjonowały od reformy reorganizującej administrację wiejską przeprowadzonej jesienią 1954 do momentu ich zniesienia z dniem 1 stycznia 1973, tym samym wypierając organizację gminną w latach 1954–1972.
Gromadę Niesułków siedzibą GRN w Niesułkowie utworzono – jako jedną z 8759 gromad na obszarze Polski – w powiecie brzezińskim w woj. łódzkim, na mocy uchwały nr 29/54 WRN w Łodzi z dnia 4 października 1954. W skład jednostki weszły obszary dotychczasowych gromad Anielin-Kazimierzów, Lipka, Niesułków, Niesułków kolonia, Nowostawy Górne, Nowostawy Dolne i Poćwiardówka oraz kolonia Warszewice-Polesie z dotychczasowej gromady Warszewice ze zniesionej gminy Niesułków w tymże powiecie. Dla gromady ustalono 19 członków gromadzkiej rady narodowej.
31 grudnia 1959 do gromady Niesułków przyłączono kolonię i osadę Wola Cyrusowa ze zniesionej gromady Wola Cyrusowa.
Gromada przetrwała do końca 1972 roku, czyli do kolejnej reformy gminnej.